# STS-55
STS-55 var en flygning i det amerikanska rymdfärjeprogrammet med rymdfärjan Columbia. Den sköts upp från Pad 39A vid Kennedy Space Center i Florida den 26 april 1993. Efter nästan tio dagar i omloppsbana runt jorden återinträdde rymdfärjan i jordens atmosfär och landade vid Edwards Air Force Base i Kalifornien.
I lastrummet hade man en Spacelab modul.
Vid ett startförsök den 22 mars 1993 stoppade datorn starten vid T-3 sekunder.

## Besättning
- Steven R. Nagel (4), befälhavare
- Terence T. Henricks (2), pilot
- Jerry L. Ross (4), uppdragsspecialist
- Charles J. Precourt (1), uppdragsspecialist
- Bernard A. Harris Jr. (1), uppdragsspecialist
- Ulrich Walter (1), nyttolastspecialist
- Hans Schlegel (1), nyttolastspecialist